# Dolls United
Dolls United war ein Dancefloor-Projekt, das 1995 mit Remixen von Liedern aus bekannten Kinderserien erfolgreich war. Ihr erfolgreichstes Lied war Eine Insel mit zwei Bergen aus der Augsburger Puppenkiste.

## Bandgeschichte
Das erste unter dem Bandnamen Dolls United veröffentlichte Werk der Produzenten Sebastian Schoplick, Dominik Stahlschmidt und Martin Meinschäfer, dem ehemaligen Sänger der deutschen Rockband Hob Goblin, ist eine 1994 erschienene Rockversion des Urmel-Liedes aus der Augsburger Puppenkiste.
Nachdem 1995 andere Bands wie Cosmix oder Sandmann’s Dummies mit Dance-Remixen aus anderen Kinderserien wie der Sesamstraße oder Unser Sandmännchen erfolgreich waren, folgte als zweite Dolls-United-Veröffentlichung eine Danceversion von Eine Insel mit zwei Bergen aus der Puppenkisten-Verfilmung von Jim Knopf und Lukas der Lokomotivführer. Mit diesem Titel erreichte das Projekt in Deutschland, der Schweiz und Österreich die Charts. In Deutschland wurde die Single 1996 für mehr als 500.000 verkaufte Exemplare mit einer Platinschallplatte ausgezeichnet. 
Es folgten der Titel Blechbüchse roll! und das Album Gut gebrüllt!, das auch einige Kinderlieder ohne Puppenkisten-Bezug enthielt. Für den Videoclip zu Blechbüchse roll! wurde eine dreiköpfige Vorzeigeband zusammengestellt, bestehend aus einem dunkelhäutigen Tänzer mit weißen Haaren (Suliman Snipes) und zwei rosahaarigen Tänzerinnen (Gordana Stojanovic und Nicole Ganzhorn). Bei den weiteren Veröffentlichungen wurde auf diese Personen wieder verzichtet.
1996 erschien als vorerst letzte Dolls-United-Veröffentlichung die Maxi-CD Wir bauen eine Falle nach dem Lied Wir legen eine Falle aus Kleiner König Kalle Wirsch. Die von dem Dolls-United-Team erstellten Fassungen fanden sich auf der CD jedoch erst weiter hinten. Als ersten Track gab es eine komplett andere Fassung, die von Tony Catania und Ingo Kays erstellt worden war.
Im gleichen Jahr produzierten Meinschäfer, Schoplick und Stahlschmidt ein Album sowie eine Maxi-CD mit Käpt’n Blaubär. Auf dem Cover wurden beide CDs mit dem Hinweis „Produziert von Dolls United“ beworben. In mehreren Songs wurden die Stile verschiedener damals aktueller Musikprojekte wie Scooter, Robert Miles oder Tic Tac Toe imitiert. 
Ebenfalls im selben Jahr produzierten sie einen Remix von Hurra, hurra, der Pumuckl ist da aus der Serie Meister Eder und sein Pumuckl. Ähnlich wie bei Wir bauen eine Falle wurde als erstes Lied auf der Maxi-CD jedoch eine von anderen Personen erstellte Version verwendet. Für den Sampler Bugs Bunny und seine Techno-Freunde wurde der Titel Looney Tunes Parade produziert.
1998 versucht sich Dominik Stahlschmidt unter der an Dolls United angelehnten Bezeichnung Mex United an einem Dance-Remix von Hey Pippi Langstrumpf in Pseudo-Mexikanischem Dialekt. Jedoch war die Welle der Kinderlied-Remixe zu diesem Zeitpunkt schon vorbei.
Anlässlich der von Sat.1 produzierten Urmel-Theaterfassung erschien 2005 eine neue Version des Urmel-Songs.

## Diskografie

### Alben
- 1995: Gut gebrüllt!

### Singles
- 1994: Urmel-Lied-Mix (aus Urmel aus dem Eis)
- 1995: Eine Insel mit zwei Bergen (aus Jim Knopf und Lukas der Lokomotivführer)
- 1995: Blechbüchse roll! (aus Gut gebrüllt, Löwe)
- 1996: Wir bauen eine Falle (aus Kleiner König Kalle Wirsch)
- 2005: Der Urmel-Song

### Produktionen
- Alles im Lot (1996, Maxi-CD) / Käpt’n Blaubärs Party (Album, auch unter dem Titel Käpt’n Blaubär – Das Album erschienen)
- Hurra, hurra der Pumuckl ist da (1996, von Dolls United stammt nur das als „Dolls United Version“ bezeichnete dritte Lied auf der Maxi-CD)
- Looney Tunes Parade – The Producers of Dolls United feat. The Looney Tunes (1996, auf dem Sampler Bugs Bunny und seine Techno-Freunde)

### Musikvideos
Mit den Puppen der Puppenkiste wurden drei Videoclips angefertigt. Regie bei Eine Insel mit zwei Bergen und Blechbüchse roll! führte Axel Baur. Eine Insel mit zwei Bergen wurde 1996 auf den Videokassetten Bravo Hits 11 und Bravo Hits – Das Video ’96 veröffentlicht. Der Urmel-Lied-Mix erschien 2004 als Bonus auf den Puppenkisten-DVDs Urmel spielt im Schloss, Jim Knopf und die Wilde 13, Kommt ein Löwe geflogen, Schlupp vom grünen Stern, Gut gebrüllt Löwe, Katze mit Hut, Das Sams, Bill Bo und seine Kumpane und Der kleine dicke Ritter. 
- Urmel-Lied-Mix
- Eine Insel mit zwei Bergen
- Blechbüchse roll!